# Ferdinando Latteri
Ferdinando Latteri (Palermo, 11 maggio 1945 – Catania, 14 luglio 2011) è stato un politico e medico italiano.

## Biografia

### Carriera accademica
Figlio del chirurgo Saverio Latteri, di origini sanfratellane, Ferdinando si laurea in medicina e chirurgia nel 1968. Dopo la specializzazione in chirurgia generale nel 1973, ha iniziato ad insegnare nel 1975 presso la facoltà di medicina dell'Università di Catania. Nel 1999 è eletto preside di facoltà, e nel 2000 Magnifico Rettore dell'Università di Catania, riconfermato nel 2003.
Nel maggio 2002 è stato nominato presidente dell'Osservatorio Nazionale della Formazione Specialistica Area Medica.
È stato presidente dei Rettori del Comitato Regionale di Coordinamento delle Università Siciliane.
È autore di oltre trecento pubblicazioni scientifiche e di cinque monografie scientifiche.

### Carriera sanitaria
Latteri è stato direttore del pronto soccorso e della Chirurgie dell'ospedale Cannizzaro di Catania.
Dal 1983 al 1993 è stato presidente della Croce Rossa Italiana di Catania.
È stato presidente dell'Associazione Italiana Ospedalità Privata. Era titolare della Casa di Cura Latteri a Palermo.

### Carriera politica
Latteri è eletto deputato alla Camera dal 1987 al 1992 per la Democrazia Cristiana. Nel 1992 è rieletto nell'XI legislatura per la DC e nel 1994 aderisce al PPI.
Nelle elezioni politiche del 1994 è candidato in un collegio uninominale con la coalizione centrista del Patto per l'Italia in quota al Partito Popolare Italiano di Martinazzoli, ma non viene eletto.
Nel 1996 aderisce a Forza Italia rimanendovi fino al 2004.
Lascia Forza Italia causa differenti scelte politiche locali e, aderisce a La Margherita. Si candida nella circoscrizione Isole nella lista unitaria dell'Ulivo; risulterà il primo dei non eletti con 152.429 preferenze. Nel 2005 si candida alle primarie dell'Unione per la presidenza della Regione Siciliana, ma è battuto da Rita Borsellino.
Alle elezioni del 2006 è eletto alla Camera dei deputati nella circoscrizione Sicilia 2 nella lista dell'Ulivo in quota La Margherita. Dopo lo scioglimento di tale formazione nel neonato Partito Democratico, inizialmente vi confluisce, ma dopo pochi mesi lo lascia e aderisce al Movimento per l'Autonomia, ritenendo la scelta di Raffaele Lombardo popolare e a favore della cittadinanza. Col MpA viene eletto (dal 4 giugno 2008) alla Camera dei deputati nella circoscrizione XXIV.

### Morte
Latteri morì all'età di 66 anni il 14 luglio 2011, da parlamentare in carica, mentre era ricoverato presso una casa di cura a Catania per una malattia. Dopo la sua morte gli venne intitolata a suo nome la sede del dipartimento di scienze biomediche dell'ateneo catanese, soprannominata anche "torre biologica".